# La casa degli orrori
La casa degli orrori (House of Dracula), in Italia conosciuto anche come Dracula nella casa degli orrori e La casa di Dracula, è un film horror del 1945 diretto da Erle C. Kenton.
Nel lungometraggio i tre mostri della Universal, Dracula, Frankenstein e l'uomo lupo tornano assieme dopo Al di là del mistero (House of Frankenstein, 1945). Il film è pertanto il 7° della saga di Frankenstein, il 6° della saga di Dracula e il 4° della saga dell'uomo lupo.
È l'ultimo film horror di Erle C. Kenton con Carradine, Strange e Chaney negli stessi ruoli del precedente Al di là del mistero (House of Frankenstein, 1944).

## Trama
L'uomo lupo vuole essere curato dalla sua licantropia, perciò si rivolge al noto Dr. Edelman, scienziato e benefattore che compie studi sulle malattie del sangue. Il dottore riesce con Larry Talbot e tenta la stessa cosa sul conte Dracula, che, sotto le mentite spoglie del Barone Làtos, cerca un rimedio contro il proprio vampirismo, ma quello del Barone è solo un sotterfugio per arrivare alla bella Miliza, infermiera assistente di Edelman. La natura di Dracula prende il sopravvento e, riuscendo a contaminare il sangue del Dottor Edelman, lo rende folle. Prima di arrivare alla completa pazzia omicida, Edelman riesce a sottoporre (in un raro momento di lucidità) la tomba di Dracula ai raggi del sole, incenerendolo, ma ormai la follia si impadronisce di lui che diventa dapprima omicida, poi "scienziato pazzo", riportando in vita il Mostro di Frankenstein trascinato dalle acque del fiume in cui era annegato nel precedente film, fino alla scogliera circostante il laboratorio. La polizia, cercando di far luce sulla follia che sembra aver colpito Edelman, fa irruzione nel laboratorio, uccidendo l'ormai incontrollabile scienziato criminale, il quale nel morire provoca accidentalmente un incendio in cui perisce anche la creatura di Frankenstein.

## Produzione
Il titolo di lavorazione del film era Dracula vs. the Wolf Man o The Wolf Man vs. Dracula.
Anche se Glenn Strange recita nella parte del mostro di Frankenstein in gran parte del film, sono presenti anche scene riciclate dai precedenti film dove la creatura era interpretata da Lon Chaney Jr. (Il terrore di Frankenstein) e Boris Karloff (La moglie di Frankenstein); Karloff appare nella sequenza onirica, mentre invece Chaney, come anche la sua controfigura Eddie Parker, nella scena dell'incendio.
Strange raccontò che la scena dove il mostro resta intrappolato nelle sabbie mobili fu particolarmente difficile da girare per lui. Oltre alle consuete tre ore per sottoporsi al trucco, Strange trascorse il resto della giornata sepolto nella sabbia gelida, anche durante la pausa pranzo, e verso sera iniziò ad avere così tanto freddo da non sentire più le gambe. Lon Chaney Jr. cercò di aiutarlo passandogli una bottiglia di scotch affinché potesse riscaldarsi, ma il risultato fu che Strange si ubriacò talmente tanto da non riuscire in seguito a togliersi il costume per andare a casa. La tendenza a bere di Chaney contribuì alla sua cattiva reputazione di attore con il quale era difficile lavorare, e fu probabilmente la ragione per la quale la Universal non gli rinnovò il contratto dopo il completamento del film.

## Accoglienza
(Steve Hutchison, Tales of Terror)
(MP Bartley, critico di eFilm)
(Mike Mayo, The Horror Show Guide)
(Richard Scheib, Moria)
(Graeme Clark, The Spinning Image)

## Edizioni home video

### Edizione italiana
Nell'edizione in DVD della Universal all'interno del cofanetto Dracula - The Legacy Collection il doppiaggio italiano è completamente rifatto, così come nel Blu-ray Disc della stessa casa. Solo il successivo DVD prodotto dalla A&R Productions contiene ancora il doppiaggio originale. L'edizione italiana originale fu tuttavia privata di alcune scene - probabilmente per censura - che di conseguenza non furono doppiate.

## Curiosità
- Lon Chaney Jr. aveva interpretato l'uomo lupo in tutti e tre i precedenti film della Universal dedicati al personaggio, e Glenn Strange aveva interpretato il mostro in Al di là del mistero. John Carradine aveva recitato nella parte del Conte Dracula in Al di là del mistero, e avrebbe interpretato il personaggio in altre tre occasioni, in Billy the Kid Versus Dracula (1966), The Vampires (1969) e Nocturna: Granddaughter of Dracula (1979).[1][4]
- La casa degli orrori fu l'ultimo film di Lon Chaney Jr. come attore sotto contratto con la Universal, sebbene egli tornò ancora a interpretare l'uomo lupo nel 1948 nella commedia Il cervello di Frankenstein.[2]
- Il personaggio di Jane Adams, Nina, è una ragazza gobba e nelle locandine e manifesti dell'epoca fu inizialmente presentata come uno dei "mostri" del film, anche se in realtà, il suo è un personaggio positivo, e l'utilizzo di un'attrice attraente per interpretare un individuo disabile affetto da deformità è notevole per l'epoca.
- Lionel Atwill, caratterista in molti altri film horror della Universal, si ammalò durante la lavorazione del film, e morì di cancro meno di cinque mesi dopo l'uscita del film nelle sale.[2]
- La scena finale del film dove il mostro di Frankenstein perisce nell'incendio del laboratorio è la stessa scena riciclata da Il terrore di Frankenstein.